# Ma Xiuyue
Ma Xiuyue (chiń. 马秀玥; ur. 21 maja 1991 w Harbinie) – chiński curler, olimpijczyk z Pekinu 2022, brązowy medalista mistrzostw Azji i Strefy Pacyfiku, mistrz Azji i Strefy Pacyfiku juniorów, skip reprezentacji Chińskiej Republiki Ludowej.

## Życie prywatne
Studiował w Instytucie Wychowania Fizycznego w Harbinie. Mieszka w Harbinie.

## Udział w zawodach międzynarodowych

### Kariera juniorska
| Rok  | Impreza                                                     | Gospodarz | Skip drużyny | Pozycja     | Miejsce    |
| ---- | ----------------------------------------------------------- | --------- | ------------ | ----------- | ---------- |
| 2011 | Mistrzostwa Świata Juniorów w Curlingu 2011                 | Perth     | Huang Jihui  | otwierający | 7. miejsce |
| 2011 | Mistrzostwa Strefy Pacyfiku Juniorów w Curlingu 2011        | Naseby    | Huang Jihui  | drugi       | 1. miejsce |
| 2012 | Mistrzostwa Świata Juniorów w Curlingu 2012                 | Östersund | Ma Xiuyue    | skip        | 7. miejsce |
| 2012 | Mistrzostwa Azji i Strefy Pacyfiku Juniorów w Curlingu 2012 | Jeonju    | Ma Xiuyue    | skip        | 1. miejsce |
| 2013 | Zimowa Uniwersjada 2013                                     | Trydent   | Ma Xiuyue    | skip        | 9. miejsce |

### Kariera seniorska
| Rok  | Impreza                                            | Gospodarz | Skip drużyny  | Pozycja   | Miejsce    |
| ---- | -------------------------------------------------- | --------- | ------------- | --------- | ---------- |
| 2015 | Mistrzostwa Azji i Strefy Pacyfiku w Curlingu 2015 | Ałmaty    | Zang Jialiang | rezerwowy | 3. miejsce |
| 2022 | Zimowe Igrzyska Olimpijskie 2022                   | Pekin     | Ma Xiuyue     | skip      | 5. miejsce |